# 沟额墨头鱼
沟额墨头鱼（学名：Garra gravelyi）为輻鰭魚綱鯉形目鲤科墨头鱼属的鱼类。分布於亞洲緬甸Shan邦及中国大盈江等。體長可達12公分。

## 扩展阅读
維基物種上的相關：沟额墨头鱼